# Christina Schwanitzová
Christina Schwanitzová (* 24. prosince 1985 Drážďany) je německá atletka, mistryně světa ve vrhu koulí z roku 2015.

## Kariéra
První cenný úspěch na mezinárodní scéně vybojovala v roce 2004 na juniorském mistrovství světa v italském Grossetu, kde získala bronzovou medaili. O rok později vybojovala na evropském šampionátu do 23 let v německém Erfurtu stříbrnou medaili. Na MS v atletice 2005 v Helsinkách postoupila do finále, kde obsadila 9. místo. V roce 2008 skončila na halovém MS ve Valencii na 6. místě (18,55 m). V témže roce reprezentovala na Letních olympijských hrách v Pekingu. V kvalifikaci obsadila výkonem 19,09 m pátou pozici. Ve finále měřil její nejdelší pokus 18,27 m a tímto výsledkem se umístila na 11. místě.
Finálovou účast si připsala rovněž na Mistrovství světa v atletice 2009 v Berlíně. Ve finále však nedokázala přehodit osmnáct metrů a jediným platným pokusem, jehož hodnota byla 17,84 m obsadila poslední, 12. místo. V roce 2011 vybojovala stříbrnou medaili na halovém ME v Paříži, kde prohrála pouze s Ruskou Annou Avdějevovou, jež zvítězila výkonem o pět centimetrů (18,70 m) delším než Němka. Na světovém šampionátu v jihokorejském Tegu skončila stejně jako na předchozím MS v Berlíně, na 12. místě.
Sítem kvalifikace neprošla na halovém MS 2012 v Istanbulu, kde se umístila na 10. místě. Těsně pod stupni vítězů, na 5. místě skončila na ME v atletice 2012 v Helsinkách. Na Letních olympijských hrách 2012 v Londýně jako jediná z Němek postoupila z kvalifikace, kde obsadila výkonem 18,62 m 8. místo. Nadine Kleinertová se umístila na 13. místě a Josephine Terleckiová skončila osmnáctá. Ve finále se již zlepšit nedokázala a skončila původně na 11. místě. Po následné diskvalifikaci Bělorusky Naděždy Ostapčukové se posunula na místo desáté.
Na halovém evropském šampionátu v Göteborgu v roce 2013 vybojovala titul halové mistryně Evropy. Před poslední sérií ji výkonem 18,64 m patřila průběžná třetí pozice. V šesté sérii se dokázala zlepšit na 19,25 m a tímto výkonem si zajistila zlatou medaili. Druhá Ruska Jevgenija Kolodková vybojovala stříbrnou medaili vrhem dlouhým 19,04 m.
Největšího úspěchu své kariéry dosáhla v roce 2015, když se stala mistryní světa ve vrhu koulí.